# 哈爾斯滕貝克巴赫河
52°2′22.48″N 8°12′51.80″E / 52.0395778°N 8.2143889°E
哈爾斯滕貝克巴赫河（德語：Halstenbecker Bach），是德國的河流，位於該國西部，處於北萊茵-威斯特法倫州，處於費爾斯莫爾德，河道全長4.3公里，發源自博格霍爾茨豪森以西。